# Dipsadoboa aulica
Dipsadoboa aulica — вид змій родини полозових (Colubridae). Мешкає в Східній Африці.

## Опис
Довжина змії Dipsadoboa aulica становить 60-85 см. Голова білувата, поцяткована коричневим візерунком. Від ніздрів через очі до кутів роту ідуть коричневі смуги. Верхня частина тіла коричнева, поцяткована вузькими білуватими смугами, на зідній частині тіла вони менш помітні. Нижня частина тіла рівномірно біла. Очі великі, зіниці вертикальні. Голова чітко відділена від решти тіла, язик білий. Спинні луски гладкі, посередині тіла формують 17 рядів. Dipsadoboa aulica — це отруйна змія, однак не є небезпечною для людей.

## Поширення і екологія
Dipsadoboa aulica мешкають на півдні Мозамбіку і Малаві, на сході Зімбабве, на північному сході ПАР та в Есватіні. Вони живуть в лісистих саванах і прибережних лісах. Ведуть нічний. деревний спосіб життя, вдень ховаються під корою або в дуплах дерев. Живляться переважно деревними жабами і геконами, а також сцинками, жабами і дрібними гризунами. Відкладають яйця в середині ліста, в кладці 7-8 яєць роміром 25,5х11,5 мм. Довжина змії при вилупленні становить 18 см (враховуючи хвіст). Тривалість життя становить 10-15 років.